# 玉米糖漿

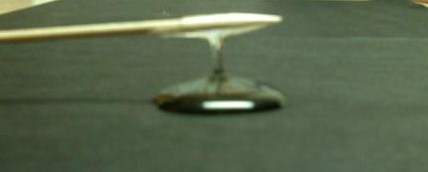
黑色表面上的玉米糖漿

玉米糖漿（英語：Corn syrup）是一種食用糖漿，由玉米的澱粉製成，糖漿含有麥芽糖及多寡醣，而它們的含量隨糖漿的品質而定。在食物中加入玉米糖漿，可以軟化質感、增加容量、防止糖分結晶以及加強風味。玉米糖漿跟高果糖玉米糖漿並不一樣，後者是經由酶處理過的玉米糖漿，因此含有較多甜度高的果糖。
相對於玉米糖漿，葡萄糖漿所指的較廣義的，它不一定是由玉米做的，可是很多時候兩者會被視為同義詞，因為美國的葡萄糖漿普遍是由玉米澱粉所製成的。技術上而言，葡萄糖漿是澱粉液經水解後所產生的單醣、雙醣或多醣混合液，因此可以使用任何種類的澱粉；最常用的是小麥、木薯、玉米和馬鈴薯。

## 商業製備
從前，玉米糖漿是由玉米澱粉與稀氫氯酸混合，然後在壓力下加熱而成。現在，製作玉米糖漿大多會先把α-澱粉酶加到玉米與水的混合物裏。芽孢桿菌屬中的各種細菌都會分泌出α-澱粉酶；從細菌生長的液體中就可以分隔出酶。這種酶會把澱粉分解成寡醣，然後再加入葡萄糖澱粉酶（亦稱為γ-澱粉酶），這樣寡醣就會被分解成葡萄糖。麴菌屬的真菌都會分泌葡萄糖澱粉酶，從真菌生長的液體中就可以分隔出酶。然後把葡萄糖通過裝有D-木糖異構酶的柱體中，這樣葡萄糖就會變成果糖。好幾種細菌都會分泌D-木糖異構酶，從它們任一種的生長介質中就可分離出來。
玉米糖漿的原料是第2號黃色馬齒玉米。在濕磨的過程中，要製造出一千克的葡萄糖漿，平均需要947克的澱粉，相等於約2.3公升玉米的澱粉含量。一蒲式耳（25千克）的玉米平均能生產出14.3千克（31.5英磅）的澱粉，而這個份量的澱粉能生產出15.1千克（33.3英磅）的糖漿。因此，生產一噸的葡萄糖漿需要2,300公升的玉米，即60蒲式耳的玉米能生產出一英噸的糖漿。
糖漿的黏度與甜度取決於水解反應的程度。糖漿的等級由它們各自的右旋糖當量（DE）而定（葡萄糖又稱右旋糖）。

## 用途
在商用食品中，玉米糖漿主要被用作增稠劑、甜味劑及保濕劑——這種食材能保持食物濕度，因此鮮度就可以維持住。
在美國，蔗糖進口限額使得糖的價格上升；因此國內出產的玉米糖漿和高果糖玉米糖漿成了較便宜的替代品，所以為了控制成本，美國的加工和大量生產食品、糖果、汽水及果味飲料都經常使用它們。
在高果糖玉米糖漿的生產擴張之前，葡萄糖漿是美國最主要的玉米甜味劑。高果糖玉米糖漿是葡萄糖漿的變體，酶把葡萄糖漿中的一些葡萄糖轉化成了果糖。得出來的糖漿比原來的更甜，而且可溶性更高。玉米糖漿同時也是一種零售商品。
如果用糖，水和玉米糖浆混合可以用来製作糖玻璃（Sugar glass或candy glass）。

## 另見
- 高果糖漿
- 高麥芽糖漿（英语：High maltose corn syrup）
- 枫糖
- 水飴
- 糖蜜

## 外部連結
- （英文）玉米是如何變成玉米糖漿的？
- （英文）俄勒岡州立大學食品資源：玉米糖漿